# Samba

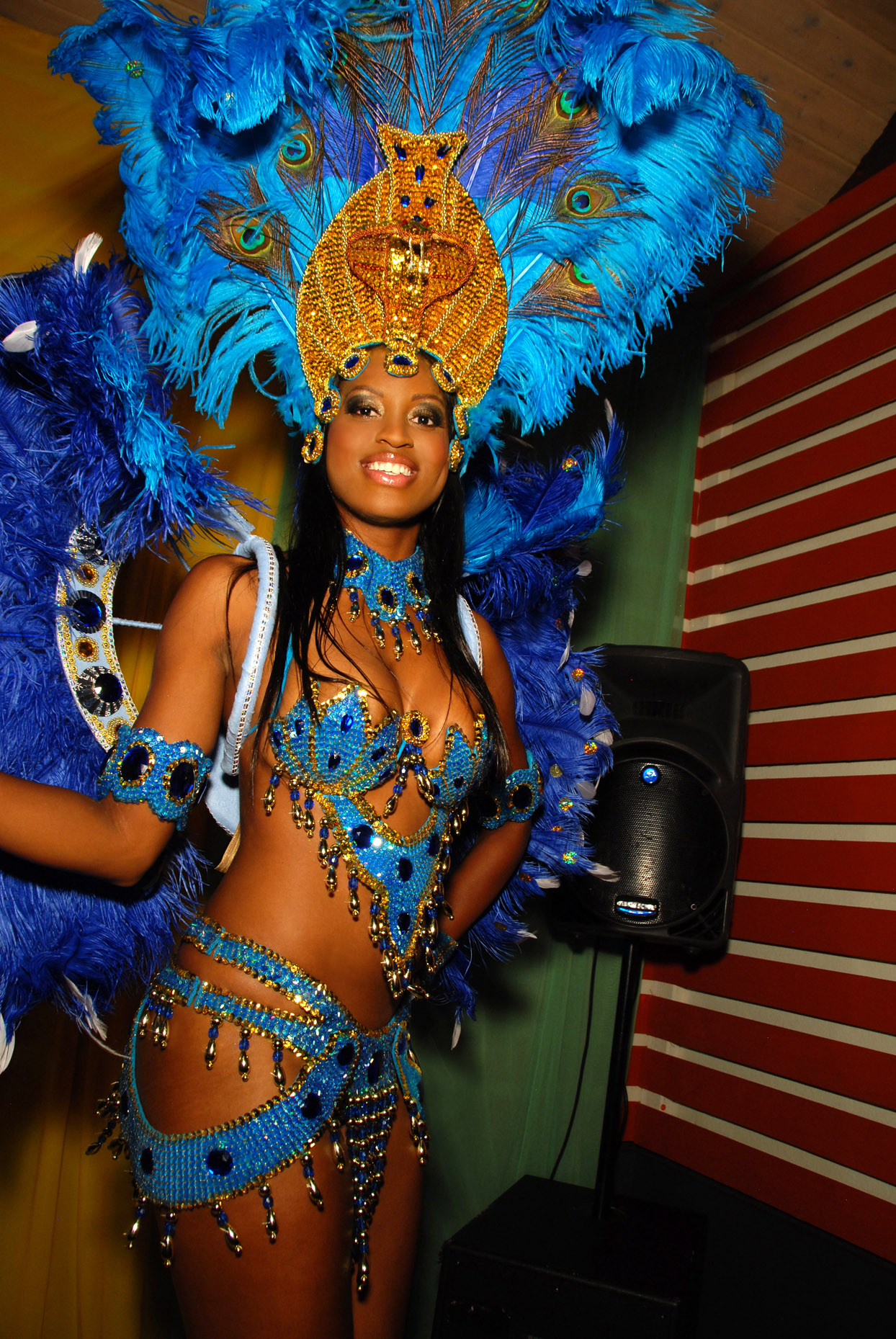
Dansatoare de samba în costum

Samba este un dans brazilian și un gen muzical original din Bahia care are rădăcini braziliene (Rio de Janeiro) și africane prin intermediul comerțului cu sclavi din Africa occidentală și al tradițiilor religioase africane. A devenit un simbol mondial al Braziliei și al  carnavalului brazilian. Considerat una dintre cele mai populare expresii culturale braziliene, samba a devenit o icoană a identității naționale din Brazilia. Samba de Roda (dansul în cerc) din Bahia, care a devenit un Patrimoniu al Umanității UNESCO în 2005, reprezintă principala rădăcină a sambei carioca, care este cântată și dansată în Rio de Janeiro.